# Богуміл Морковськи
Богуміл Морковськи (чеськ. Bohumil Mořkovský, 14 грудня 1899, Валашке Мезиржичі, Злінський край — 16 липня 1928, Валашке Мезиржичі, Злінський край) — чехословацький гімнаст, призер Олімпійських ігор.

## Біографічні дані
На Олімпійських іграх 1924 Богуміл Морковськи входив до складу збірної Чехословаччини і завоював бронзову медаль в опорному стрибку. Крім того він зайняв 6-е місце у вправах на кільцях, 13-е — в абсолютному заліку і у вправах на брусах, 18-е — у спортивному скелелазінні, 23-е — в стрибку через коня, 31-е місце — у вправах на коні та 41-е — у вправах на перекладині.